# あいおいニッセイ同和損害保険
あいおいニッセイ同和損害保険株式会社（あいおいニッセイどうわそんがいほけん、英: Aioi Nissay Dowa Insurance Co.,Ltd）は、日本の損害保険会社。MS&ADインシュアランスグループホールディングス傘下の完全子会社である。
2027年4月を目途にMS&ADインシュアランスグループの下で三井住友海上火災保険との合併が計画されている。

## 概要
あいおい損害保険株式会社とニッセイ同和損害保険株式会社が、2010年（平成22年）10月に合併し、誕生。
同グループの三井住友海上火災保険株式会社とは、MS&AD HDの下に併存する形となり、商品も二社で一つの商品を販売するなど、合併に近い（経営統合）機能別再編という形態をとっている。合併後もトヨタグループ及び日本生命グループとの提携関係は維持されている。なお、あいおい損害保険は、野村証券系列の大東京火災海上保険とトヨタ系列の千代田火災海上保険が、ニッセイ同和損害保険は、岡崎財閥系列の同和火災海上保険と日本生命系列のニッセイ損害保険とが、それぞれ2001年（平成13年）4月に合併して、誕生した会社である。
2013年10月からは三井住友海上火災保険や三井住友海上あいおい生命保険との間で機能別再編が行われている。機能別再編により、トヨタグループや日本生命グループとの提携関係が強化され、地域密着型営業を行う事業会社となった。
あいおい損害保険の前身の大東京火災海上保険以来、みどり会の会員企業であり、三和グループに属している。

## 主力商品

### 現在
- TOUGH（タフ）シリーズ - 個人向け商品
  - タフ・クルマの保険（自動車保険）
  - タフ・見守るクルマの保険（「タフ・クルマの保険」に「事故発生の通知等に関する特約」が付加された商品）
  - タフ・つながるクルマの保険（「車両運行情報による保険料精算に関する特約」が自動セットされた個人総合自動車保険）
  - タフ・住まいの保険（火災保険）
  - タフ・ケガの保険（傷害保険）
- TOUGHBiz（タフビズ）シリーズ - 法人向け商品
  - タフビズ事業用自動車総合保険（自動車保険）
  - タフビズ事業活動総合保険（火災保険）
  - タフビズ業務災害補償保険（傷害保険）
  - タフビズ賠償総合保険（新種保険）
  - タフビズグローバルPL保険（新種保険）
  - タフビズ建設業総合保険（新種保険）
  - タフビズ運送業総合保険（新種保険）

### 過去
- TOUGH（タフ）シリーズ - 個人向け商品
  - TOUGHSimple・クルマの保険（自動車保険、リスク細分条件設定なし）
  - TOUGH・医療の保険（医療保険）
  - TOUGH・介護の保険（介護保険）
- TOUGHBiz（タフビズ）シリーズ - 法人向け商品
  - TOUGHBiz 物流総合保険（海上保険）

なお、自賠責保険・地震保険など、「TOUGH（タフ）」・「TOUGHBiz（タフビズ）」シリーズを名乗らない製品がある。グループ会社である三井住友海上にも共通ブランドのGKシリーズがあるが、個人向けのみで且つ、介護保険は別ブランドで展開するという違いがある。

## 沿革

### あいおい損害保険
- 1911年（明治44年）- 千代田生命保険関係者の門野幾之進らが、日本徴兵保険を設立。
- 1913年（大正2年） -  門野ら千代田生命保険関係者の手により、千代田火災保険が設立。
- 1918年（大正7年）8月 - 東京動産火災保険設立。
- 1918年（大正7年） - 東神火災保険設立。
- 1927年（昭和2年）- 11月18日、関東大震災により営業停止となった日清火災海上保険（1911年創立）を 大倉財閥の新会社大倉火災海上が吸収合併。
- 1944年（昭和19年） - 大倉火災海上保険が、富国火災海上保険（旧小樽貨物火災保険）と合併。
- 1944年（昭和19年）8月 - 東京動産火災保険が、東神火災保険を合併し、大東京火災保険に改称。
- 1945年（昭和20年）10月 - 千代田火災保険が、大倉火災海上保険と合併し、大倉千代田火災海上保険となる。
- 1946年（昭和21年） - 大倉千代田火災海上保険が千代田火災海上保険に改称。
- 1949年（昭和24年）6月 - 大東京火災保険が大東京火災海上保険に改称。
- 1959年（昭和34年） – 千代田火災保険が、千代田生命とともに東海銀行（現・三菱UFJ銀行）、トーメン（現・豊田通商）と提携。
- 2001年（平成13年）4月  - 大東京火災海上保険が千代田火災海上保険と合併し、あいおい損害保険に改称。
- 2006年（平成18年）- 3月期、ソルベンシー・マージン比率があいおい損害保険は1,058.7%、ニッセイ同和損害保険は1,155.2％に達する[5]。
- 2010年（平成22年）4月1日 - 株式交換によりニッセイ同和損害保険と共に三井住友海上グループホールディングスの完全子会社となり、三井住友海上グループホールディングスは同日付でMS&ADインシュアランスグループホールディングスに商号変更

### ニッセイ同和損害保険
- 1897年（明治30年）11月 富田鐵之助が、横浜海上火災保険を創業。
- 1907年（明治40年） 岡崎財閥創設者・岡崎藤吉が、神戸海上運送火災保険を設立。
- 1944年（昭和19年）3月 戦時経済・金融統制のもとに、企業統合・再編が進められ、横浜火災海上保険、共同火災海上保険、神戸海上火災保険、朝日海上火災保険（現存する野村系の朝日火災海上保険とは無関係）が新設合併して同和火災海上保険を設立。社長は岡崎真一。合併時は、東京海上火災保険についで業界2位の地位を占めていた。
- 戦後、自動車保険事業への先見性がなく、モータリゼーション到来以降、業界12位へ転落する。
- 1996年（平成8年） 生命保険事業に乗り入れ、子会社として同和生命保険を設立。
- 1996年（平成8年） 日本生命が損害保険事業に乗り入れ、子会社としてニッセイ損害保険を設立。
- 2001年（平成13年）4月 同和火災海上保険とニッセイ損害保険が合併してニッセイ同和損害保険となり、ニッセイアセットマネジメント株式会社、ニッセイ情報テクノロジー株式会社と共にニッセイグループの中核会社となる（同和生命保険は会社を清算し、保有契約は日本生命へ包括移転）。
- 日本生命は筆頭株主となっているが（合併前の同和火災海上保険は日本生命が筆頭株主）、持株比率は50%未満であり、同社の子会社ではない。これに対して、他の2社は日本生命の子会社（持株比率が50%超）である。
- 2010年（平成22年）4月 - 株式交換により、あいおい損害保険と共に三井住友海上グループホールディングスの完全子会社となり、三井住友海上グループホールディングスは同日付でMS&ADインシュアランスグループホールディングスに商号変更。

### あいおいニッセイ同和損害保険
- 2010年（平成22年）10月 - あいおい損害保険が、ニッセイ同和損害保険と合併しあいおいニッセイ同和損害保険に社名変更。保険商品ブランドを「TOUGH」（タフ）及び「TOUGHBiz」（タフビズ）に統一。
- 2011年（平成23年）6月 - アドバンスクリエイトの子会社だったアドリック損害保険を吸収合併[6]。
- 2014年（平成26年）4月 - グループ内の機能別再編[3]の一環として、
  - 船舶保険並びに航空・宇宙保険を三井住友海上火災保険へ移管（保有契約については同日以降に満期を迎えるタイミングで三井住友海上火災保険へ切替・移行）。
  - 第三分野長期契約のうち、一部を除く新規契約を三井住友海上あいおい生命保険へ移管（三井住友海上あいおい生命保険の代理店委託受託により、あいおいニッセイ同和損害保険の代理店で販売される）。
- 2014年（平成26年）10月 - グループ内の機能別再編[3]の一環として
  - 貨物・運送保険を三井住友海上火災保険へ移管（保有契約については同日以降に満期を迎えるタイミングで三井住友海上火災保険へ切替・移行）。
  - 三井住友海上火災保険のモーターチャネル代理店（整備工場・中古車販売・自動車関連・二輪販売を主たる業務とする副業代理店等）のうち、あいおいニッセイ同和損害保険を主要取引先とするモーターチャネル代理店を移管（移行対象の代理店経由で三井住友海上が保有する保険契約については同日以降に迎えるタイミングで切替・移行）。
- 2017年（平成29年）4月 - 滋賀大学とビッグデータ専門研究拠点JSSRC（日本セーフティソサイエティ研究センター）を設置、国内保険業界で初のビッグデータ専門研究拠点となった[7]。

## 関連会社
- au損害保険：損害保険事業 - auフィナンシャルホールディングス（KDDIの金融事業における中間持ち株会社）との共同出資。
- あいおいニッセイ同和インシュアランスサービス：保険代理店事業 - 2010年（平成22年）10月にあいおいサポートBOXとNDI保険サービスが合併し、あいおいNDIサポートBOXに商号変更。2016年（平成28年）3月に現社名に商号変更。
- あいおいニッセイ同和自動車研究所：自動車修理に関する研究・研修事業 - 2010年（平成22年）10月にあいおい保険自動車研究所から商号変更。
- あいおいニッセイ同和損害調査：自動車保険などの損害調査事業 - 2010年（平成22年）10月にあいおい損害調査とニッセイ同和損害保険調査が合併
- ふれ愛ドゥライフサービス：介護保険法によるデイサービス事業
- e-Netホールディングス：少額短期保険業者の持株会社 - 2017年（平成29年）8月にe-Net少額短期保険の単独株式移転により設立
  - e-Net少額短期保険
  - Next少額短期保険 - 2017年（平成29年）9月設立
- 全管協SSIホールディングス：少額短期保険業者の持株会社 - 2011年（平成23年）10月に全管協共済会(現：全管協少額短期保険)の単独株式移転により設立
  - 全管協少額短期保険 - 2018年（平成30年）12月に社名を「全管協共済会」から「全管協少額短期保険」に変更
  - エタニティ少額短期保険 - 2011年（平成23年）11月に全管協SSIホールディングスの傘下となる
  - ネットライフ火災少額短期保険 - 2017年（平成29年）5月に全管協SSIホールディングスの傘下となる
- PECOあいおいニッセイ同和ペットライフ：ペットメディア（hotto）の運営事業 - 2018年（平成30年）4月設立、同社は「その他投資先」として扱われる。

## 社会との関わり

### テレビCM出演者
あいおいニッセイ同和
- タッフィー&ハッピー（クマの親子のキャラクター） - obetomoがデザイン。2013年9月にはこのキャラクターを主人公とした絵本がポプラ社を通じて出版・発売された[8]。
- 岡田准一（2018年6月 - ）[9]
- 菅沼菜々（2023年2月 - ）[10]

### 提供番組
すべて過去
- スッキリ（日本テレビ系・月曜:9:16頃 - 9:22頃）- 提供開始から同社のCMが流れているが、親会社のMS&ADインシュアランスグループに提供を譲る事もある。
- 森本毅郎・スタンバイ!（TBSラジオ）- 同和火災時代から不定期スポンサー
- 金曜ロードショー（日本テレビ系）※現在はKDDI→テンプスタッフに交代[注 1]。
- 開運!なんでも鑑定団（宮崎放送）
- ソロモン流（テレビ東京系）
- アイアンシェフ（フジテレビ系）
- 金曜プレステージ（フジテレビ系）
- 東海ラジオ ガッツナイター（東海ラジオ、あいおい損保時代から不定期でスポンサーになっていた）
- ニッポン放送交通情報（ニッポン放送、「あいおいニッセイ同和損保の損害保険・TOUGH」名義）
- 日本人初!宇宙へ（TBS系、スポンサーの一社）
- NEWS MARKET 11

### 所属スポーツ選手
- 川内優輝 - マラソン選手。2019年4月に所属契約[11][12]。
- 川内侑子 - マラソン選手で、川内優輝の妻。2020年4月に所属契約[13][14]。
- 菅沼菜々 - プロゴルファー。2020年3月にスポンサー契約[15]後、2021年2月より所属契約[16]。

### 不祥事
- 2023年6月20日、あいおいニッセイ同和損害保険など4社に対し、東急向けの火災保険料を事前に調整したとして、金融庁が報告徴収命令を出していた事が分かった[17]。同年12月26日、業務改善命令を受けた[18]。
- 2023年12月19日、公正取引委員会は企業向け保険でカルテルを結んだとして、あいおいニッセイ損保を含む損保4社に私的独占の禁止及び公正取引の確保に関する法律（独占禁止法）違反容疑で立ち入り検査した。対象となった契約は京成電鉄、コスモエネルギーホールディングス、シャープ、JERA、東京都、エネルギー・金属鉱物資源機構との損害保険契約[19]。
- 2024年10月31日、公正取引委員会は上記6法人に先述の東急と警視庁、仙台国際空港を加えた9法人の保険契約においてカルテルおよび談合があったと認定し、あいおいニッセイ損保を含む損保4社および一部案件での仲介役とされる保険代理店の共立に対し排除措置命令を出すと共に、損保4社には合計20億7164万円（うちあいおいニッセイ損保は5億640万円）の課徴金納付命令を出した[20]。2024年11月7日、経済産業省は上記の処分を受けるかたちで、損保4社および共立に対し同日より一定期間の補助金交付等の停止および契約に係る指名停止等措置を執った。期間はあいおいニッセイ損保および共立は2025年2月6日まで、その他3社は同年3月22日までとなっている[21][22]。
- 保険金紛争等に関する代理人事務所は、東京弁護士会の弁護士らが設立した不二綜合法律事務所や坂東総合法律事務所（池袋暴走事故）などである[23]。